# Temporada 1962-63 de los Boston Celtics

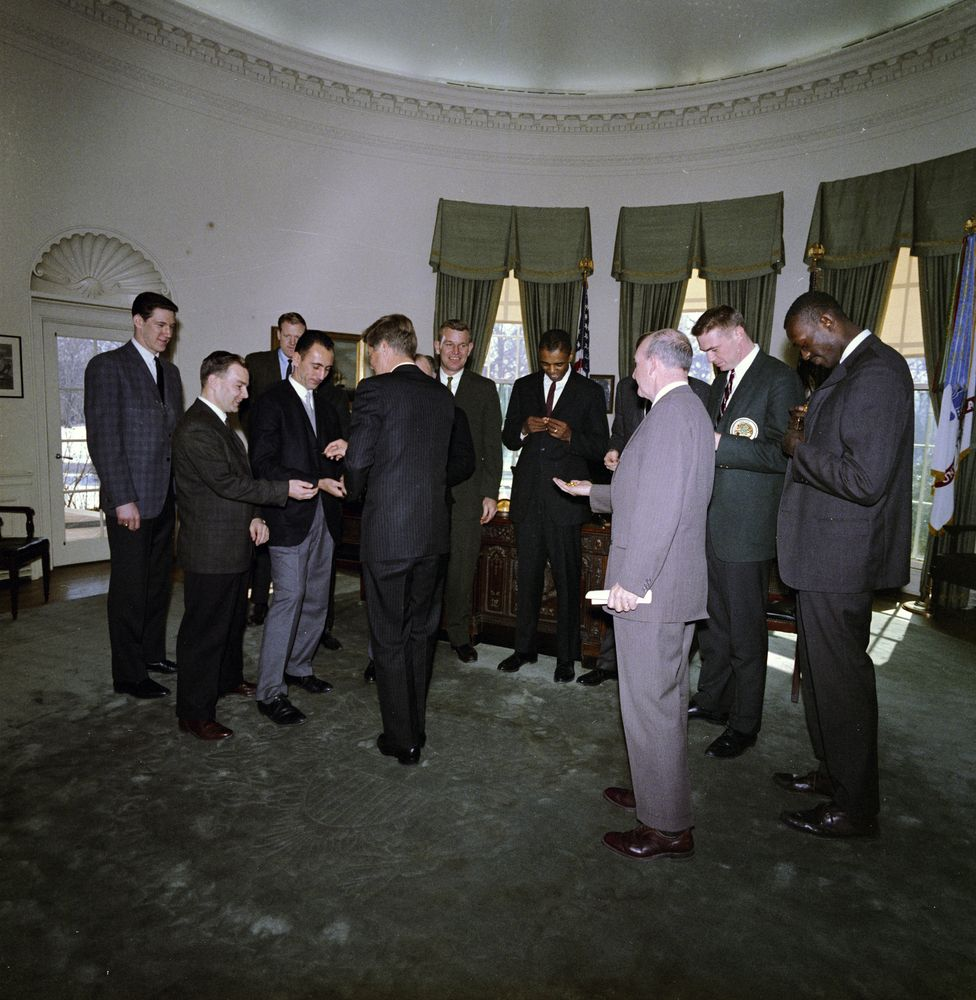
Los Celtics en su visita a la Casa Blanca en el año 1963

La temporada 1962-63 fue la decimoséptima de los Boston Celtics en la NBA. La temporada regular acabó con 58 victorias y 22 derrotas, clasificándose para los playoffs, en los que alcanzaron las Finales por séptimo año consecutivo, derrotando en las mismas de nuevo a Los Angeles Lakers, consiguiendo su sexto anillo, el quinto de forma consecutiva.

## Elecciones en elDraft
| Ronda | Puesto | Jugador          | Posición | Nacionalidad   | Universidad    |
| ----- | ------ | ---------------- | -------- | -------------- | -------------- |
| 1     | 7      | John Havlicek    | Escolta  | Estados Unidos | Ohio State     |
| 2     | 16     | Jack Foley       | Base     | Estados Unidos | Holy Cross     |
| 3     | 25     | Jim Hadnot       | Pívot    | Estados Unidos | Providence     |
| 4     | 34     | Roger Strickland | Alero    | Estados Unidos | Jacksonville   |
| 5     | 43     | Gary Daniels     |          | Estados Unidos | The Citadel    |
| 6     | 52     | Jim Hooley       |          | Estados Unidos | Boston College |
| 7     | 60     | Clyde Arnold     |          | Estados Unidos | Duquesne       |
| 8     | 69     | Chuck Chevalier  |          | Estados Unidos | Boston College |
| 9     | 78     | Mike Cingiser    |          | Estados Unidos | Brown          |

## Temporada regular
| División Este        | División Este | División Este | División Este | División Este | División Este | División Este | División Este | División Este |
| Equipo               | G             | P             | %             | PD            | Casa          | Fuera         | Neutral       | Div           |
| -------------------- | ------------- | ------------- | ------------- | ------------- | ------------- | ------------- | ------------- | ------------- |
| x-Boston Celtics     | 58            | 22            | .725          | –             | 25–5          | 21–16         | 12–1          | 25–11         |
| x-Syracuse Nationals | 48            | 32            | .600          | 10            | 23–5          | 13–19         | 12–8          | 21–15         |
| x-Cincinnati Royals  | 42            | 38            | .525          | 16            | 23–10         | 15–19         | 4–9           | 20–16         |
| New York Knicks      | 21            | 59            | .263          | 37            | 12–22         | 5–28          | 4–9           | 6–30          |

## Playoffs

### Finales de División
Boston Celtics vs. Cincinnati Royals
| Fecha       | Partido                                   | Ciudad     |
| ----------- | ----------------------------------------- | ---------- |
| 28 de marzo | Boston Celtics 132, Cincinnati Royals 135 | Boston     |
| 29 de marzo | Cincinnati Royals 102, Boston Celtics 125 | Cincinnati |
| 31 de marzo | Boston Celtics 116, Cincinnati Royals 121 | Boston     |
| 3 de abril  | Cincinnati Royals 110, Boston Celtics 128 | Cincinnati |
| 6 de abril  | Boston Celtics 125, Cincinnati Royals 120 | Boston     |
| 7 de abril  | Cincinnati Royals 109, Boston Celtics 99  | Cincinnati |
| 10 de abril | Boston Celtics 142, Cincinnati Royals 131 | Boston     |
|             | Boston gana las series 4-3                |            |

### Finales de la NBA
Boston Celtics - Los Angeles Lakers
| Fecha       | Partido                                    | Ciudad      |
| ----------- | ------------------------------------------ | ----------- |
| 14 de abril | Boston Celtics 117, Los Angeles Lakers 114 | Boston      |
| 16 de abril | Boston Celtics 113, Los Angeles Lakers 106 | Boston      |
| 17 de abril | Los Angeles Lakers 119, Boston Celtics 99  | Los Ángeles |
| 19 de abril | Los Angeles Lakers 105, Boston Celtics 108 | Los Ángeles |
| 21 de abril | Boston Celtics 119, Los Angeles Lakers 126 | Boston      |
| 24 de abril | Los Angeles Lakers 109, Boston Celtics 112 | Los Ángeles |
|             | Boston gana las finales 4-2                |             |

## Estadísticas
| Rk | Jugador          | Edad | P  | PT | MP   | TC  | TCI  | %TC  | 3P | 3PI | %3P | 2P  | 2PI  | %2P  | TL  | TLI | %TL  | RO | RD | RT   | AS  | RB | TAP | BP | FP  | PTS  |
| -- | ---------------- | ---- | -- | -- | ---- | --- | ---- | ---- | -- | --- | --- | --- | ---- | ---- | --- | --- | ---- | -- | -- | ---- | --- | -- | --- | -- | --- | ---- |
| 1  | Bill Russell     | 28   | 78 |    | 44.9 | 6.6 | 15.2 | .432 |    |     |     | 6.6 | 15.2 | .432 | 3.7 | 6.6 | .555 |    |    | 23.6 | 4.5 |    |     |    | 2.4 | 16.8 |
| 2  | Sam Jones        | 29   | 76 |    | 30.6 | 8.2 | 17.2 | .476 |    |     |     | 8.2 | 17.2 | .476 | 3.4 | 4.3 | .793 |    |    | 5.2  | 3.2 |    |     |    | 2.1 | 19.7 |
| 3  | John Havlicek    | 22   | 80 |    | 27.5 | 6.0 | 13.6 | .445 |    |     |     | 6.0 | 13.6 | .445 | 2.2 | 3.0 | .728 |    |    | 6.7  | 2.2 |    |     |    | 2.4 | 14.3 |
| 4  | Tom Sanders      | 24   | 80 |    | 26.9 | 4.2 | 9.3  | .456 |    |     |     | 4.2 | 9.3  | .456 | 2.3 | 3.2 | .738 |    |    | 7.2  | 1.2 |    |     |    | 3.3 | 10.8 |
| 5  | Tom Heinsohn     | 28   | 76 |    | 26.4 | 7.2 | 17.1 | .423 |    |     |     | 7.2 | 17.1 | .423 | 4.5 | 5.4 | .835 |    |    | 7.5  | 1.3 |    |     |    | 3.6 | 18.9 |
| 6  | Bob Cousy        | 34   | 76 |    | 26.0 | 5.2 | 13.0 | .397 |    |     |     | 5.2 | 13.0 | .397 | 2.9 | 3.9 | .735 |    |    | 2.5  | 6.8 |    |     |    | 2.3 | 13.2 |
| 7  | K.C. Jones       | 30   | 79 |    | 24.6 | 2.9 | 7.5  | .389 |    |     |     | 2.9 | 7.5  | .389 | 1.4 | 2.2 | .633 |    |    | 3.3  | 4.0 |    |     |    | 2.8 | 7.2  |
| 8  | Frank Ramsey     | 31   | 77 |    | 20.0 | 3.7 | 9.6  | .382 |    |     |     | 3.7 | 9.6  | .382 | 3.5 | 4.3 | .816 |    |    | 3.7  | 1.2 |    |     |    | 3.4 | 10.9 |
| 9  | Jim Loscutoff    | 32   | 63 |    | 9.6  | 1.5 | 4.0  | .375 |    |     |     | 1.5 | 4.0  | .375 | 0.3 | 0.7 | .524 |    |    | 2.5  | 0.4 |    |     |    | 2.0 | 3.3  |
| 10 | Clyde Lovellette | 33   | 61 |    | 9.3  | 2.6 | 6.2  | .428 |    |     |     | 2.6 | 6.2  | .428 | 1.2 | 1.6 | .745 |    |    | 2.9  | 0.4 |    |     |    | 2.2 | 6.5  |
| 11 | Jack Foley       | 23   | 5  |    | 9.2  | 2.6 | 5.2  | .500 |    |     |     | 2.6 | 5.2  | .500 | 1.2 | 1.6 | .750 |    |    | 1.4  | 0.0 |    |     |    | 0.6 | 6.4  |
| 12 | Dan Swartz       | 28   | 39 |    | 8.6  | 1.5 | 3.8  | .380 |    |     |     | 1.5 | 3.8  | .380 | 1.6 | 1.8 | .847 |    |    | 2.3  | 0.5 |    |     |    | 2.4 | 4.5  |
| 13 | Gene Guarilia    | 25   | 11 |    | 7.5  | 1.0 | 3.5  | .289 |    |     |     | 1.0 | 3.5  | .289 | 0.4 | 1.0 | .364 |    |    | 1.3  | 0.2 |    |     |    | 0.5 | 2.4  |

## Galardones y récords
| Jugador       | Galardón                                               |
| Bill Russell  | MVP de la Temporada de la NBA Mejor quinteto de la NBA |
| Bob Cousy     | 2º Mejor quinteto de la NBA                            |
| Tom Heinsohn  | 2º Mejor quinteto de la NBA                            |
| John Havlicek | Mejor quinteto de rookies de la NBA                    |